# Équipe du Burundi féminine de volley-ball
L'équipe du Burundi féminine de volley-ball est l'équipe nationale qui représente le Burundi dans les compétitions internationales de volley-ball féminin. 
Les Burundaises ont participé à deux phases finales de Championnat d'Afrique ; elles terminent huitièmes en 2021 et onzièmes en 2023.
Elle est actuellement classée au 76e rang de la Fédération internationale de volley-ball au 25 août 2023.